# Rhithrogena bajkovae
Rhithrogena bajkovae is een haft uit de familie Heptageniidae. De wetenschappelijke naam van de soort is voor het eerst geldig gepubliceerd in 1973 door Sowa.
De soort komt voor in het Palearctisch gebied.